# Dangal (film)
Pour plus de détails, voir Fiche technique et Distribution.
Dangal (दंगल) est un film dramatique biographique sportif indien, produit et réalisé par Nitesh Tiwari, sorti en 2016.
Le film est basé sur l'histoire vraie de Mahavir Singh Phogat, qui a enseigné la lutte à ses filles Geeta Phogat (première lutteuse indienne à remporter une médaille d'or chez les moins de 55 kg lors des Jeux du Commonwealth en 2010) et Babita Kumari (qui a remporté une médaille d'argent chez les moins de 51 kg).

## Synopsis
Mahavir Singh Phogat rêvait d'être lutteur professionnel et de remporter une médaille d'or pour l'Inde, mais a été contraint d'arrêter. Il place alors tous ses espoirs sur le fils qu'il aimerait avoir. Après la naissance de sa quatrième fille, il baisse les bras. Un jour, une mère vient se plaindre que ses fils ont été passés à tabac par les deux filles aînées de Phogat. Il découvre alors chez elles l'amour du combat, et décide de les entraîner à son sport de prédilection.
Le film retrace les obstacles et les étapes de l'ascension de la fille aînée, Geeta, jusqu'à la médaille d'or mondiale plusieurs années plus tard.

## Fiche technique
Sauf indication contraire, les informations mentionnées dans cette section peuvent être confirmées par la base de données cinématographiques IMDb,  présente dans la section « Liens externes ».
- Titre : Dangal
- Titre original : दंगल
- Réalisation : Nitesh Tiwari
- Scénario : Piyush Gupta, Shreyas Jain, Nikhil Mehrotra, Nitesh Tiwari
- Casting : Mukesh Chhabra
- Décors : Laxmi Keluskar, Sandeep Meher
- Costumes : Maxima Basu
- Maquillage : Vikram Gaikwad, Jogender Gupta
- Son : Shajith Koyeri
- Photographie : Satyajit Pande
- Montage : Ballu Saluja
- Musique : Pritam
- Paroles : Amitabh Bhattacharya
- Production : Aamir Khan, Siddharth Roy Kapur, Kiran Rao
- Sociétés de production : Aamir Khan Productions, Walt Disney Pictures
- Sociétés de distribution : UTV Motion Pictures, Walt Disney Studios Motion Pictures
- Société d'effets spéciaux : Prime Focus
- Budget de production : 900 000 000 ₹
- Pays d'origine :  Inde
- Langues : Hindi
- Format : Couleurs - 2,35:1 - DTS / Dolby Digital - 35 mm
- Genre : Action, biographie, drame, sportif
- Durée : 161 minutes (2 h 41)
- Dates de sorties en salles :
  -  Inde : 23 décembre 2016

## Autour du film
Le 26 décembre 2016, après 3 jours en salles le film récolte 106,95 crore roupies, se hissant parmi les films les plus rentables du cinéma bollywoodien.

### Anecdotes
- Kripa Shankar Bishnoi, entraîneuse de l'équipe indienne de lutte féminine, a formé Aamir Khan et toute l'équipe du film pour les séquences de lutte.
- Dangal a été exempté d'impôt dans quatre états indiens - Uttar Pradesh, Uttarakhand, Haryana et Delhi - pour promouvoir Beti Bachao, une campagne sociale du gouvernement indien visant à réduire l'avortement sélectif des femmes, protéger les filles et les éduquer.
- « Dangal » est un terme hindi pour désigner « une compétition de lutte ».

## Bande originale
Albums de Pritam
Ae Dil Hai Mushkil
(2016) Jagga Jasoos
(2016)
La bande originale est composée par Pritam. Elle comprend huit chansons, écrites par Amitabh Bhattacharya.
Version hindi
| 1.    | Haanikaarak Bapu           | Sarwar Khan, Sartaz Khan Barna, Saddy Ahmad (vocales supplémentaires: Kheta Khan, Dayam Khan) | 4:22 |
| 2.    | Dhaakad                    | Raftaar                                                                                       | 2:56 |
| 3.    | Gilehriyaan                | Jonita Gandhi                                                                                 | 3:40 |
| 4.    | Dangal                     | Daler Mehandi                                                                                 | 4:59 |
| 5.    | Naina                      | Arijit Singh                                                                                  | 3:45 |
| 6.    | Dhaakad (deuxième version) | Aamir Khan                                                                                    | 2:56 |
| 7.    | Idiot Banna                | Nooran Sisters                                                                                | 4:08 |
| 8.    | Naina (version féminine)   | —                                                                                             | 3:48 |
| 30:42 |                            |                                                                                               |      |

Version tamoule
| 1.    | Discipline  | R. S. Rakthaksh, R. Snjeevi, K. Haripriya, V. Harini | 4:22 |
| 1.    | Jaagirathai | Raftaar                                              | 2:56 |
| 26:55 |             |                                                      |      |

Version télougou
| 1.    | Discipline  | R. S. Rakthaksh, R. Snjeevi, K. Haripriya, V. Harini | 4:22 |
| 1.    | Jaagirathai | Raftaar                                              | 2:56 |
| 26:55 |             |                                                      |      |